# Cobepa
La Cobepa est une holding industrielle et financière belge.

## Histoire
La Compagnie belge de participations Paribas est constituée en 1957 à la suite de la scission des activités de dépôts et de holding de la succursale de Bruxelles de la Banque de Paris et des Pays-Bas.
En 1970, Cobepa fait son entrée à la Bourse de Bruxelles.

## Sources
- M'hamed Sagou, Paribas: anatomie d'une puissance, 1981
- Anne Vincent, Jean-Pierre Martens, L'Europe des groupes: présence et stratégies en Belgique, 1991
- Structures économiques de la Belgique, Volume 1